# NGC 7734
NGC 7734 (другие обозначения — PGC 72183, ESO 110-23, ESO 78-2, AM 2339-661, IRAS23398-6613) — спиральная галактика с перемычкой (SBb) в созвездии Тукан.
Этот объект входит в число перечисленных в оригинальной редакции «Нового общего каталога».